# Зенит (футбольный клуб, Куйбышев)
«Зенит» — ранее существовавший советский футбольный клуб из Куйбышева (не путать с командой «Крылья Советов», которая в период с июля по ноябрь 1953 года во всех СМИ упоминалась с названием — «Зенит» Куйбышев).

## Наименование
- 1928—1936 — ЗиМ (первое название «команда завода № 15 имени Масленникова»[1])
- 1937—1946 — Зенит
- 1947 — Трактор
- 1948—1957 — Зенит

## История
В 1927 году Завод имени Масленникова на пустыре около завода заложил стадион «Зенит», для своей футбольной секции.
11 августа 1929 года был сыгран первый международный матч рабочей команды Самары, сформированной, в основном, из рабочих-зимовцев и французской команды ФСТen. Самарцы победили со счётом 1:0.
В 1930-е годы появилось первенство города. Команда завода им. Масленникова была сильнейшим коллективом города наряду с «Локомотивом», «Спартаком» и «Динамо».
5 июля 1936 года было основано Всесоюзное добровольное спортивное общество «Зенит» в профсоюзах СССР и команда переименована в «Зенит» (вместе со стадионом).
В 1937 году команда участвовала в розыгрыше Кубка СССР. 24 мая в домашнем матче в присутствии 5000 зрителей в 1/64 финала был повержен казанский «Спартак» (2:0). В 1/32 финала «Зенит» в гостевом матче в присутствии 4000 зрителей проиграл «Торпедо» (Горький) (0:4). 
В 1939 году команда участвовала в розыгрыше Кубка РСФСР по футболу среди команд КФК и последовательно выиграла у «Спартака» (Куйбышев) (4:1), «Локомотивов» городов Чкалова (1:0), Куйбышева (2:1) и уступила в ⅛ финала «Динамо» (Воронеж) (0:4).
В 1940 году команда вновь участвовала в розыгрыше Кубка РСФСР по футболу среди команд КФК и последовательно выиграла у  «Динамо» (Уфа) (2:1), «Трактора» (Челябинск) (2:1), «Локомотива» (Новосибирск) (2:1) и уступили в ½ финала будущему обладателю кубка — команде «Основа» (Иваново) (0:5), а в матче за 3-е место команде «Зенит» (Таганрог) (3:8).
В 1947 году созданная Заводом имени Масленникова, относившемся к тому времени к спортивному обществу «Трактор», команда «Трактор», став второй командой мастеров (помимо игравших в первой группе «Крыльев Советов»), была заявлена и приняла участие в турнире второй группы чемпионата СССР (втором по силе дивизионе системы лиг, продолжая выступать на заводском стадионе). Первые матчи команда провела 16 и 18 мая в Саратове против местого «Динамо»: первый был проигран со счётом 3:4, во втором была зафиксирована ничья 1:1.
Впоследствии команда «Трактор» была передана спортобществу «Трудовые резервы», а заводская команда продолжила существовать под названием «Зенит».
В 1952 году команда выиграла переходные матчи (у команды «Трудовые резервы» Куйбышев) за право участия в чемпионате РСФСР.
В Чемпионат РСФСР 1953 года заняла 5-е место в своей зоне.
В 1953 году команда вновь участвовала в розыгрыше Кубка РСФСР по футболу среди команд КФК и уступила в ⅛ финала команде «Шахтёру» (Шахты) (0:1).
В 1953 году в связи с объединением всех спортобществ оборонных предприятий под флагом «Зенита» команда прекратила существование, так как в Куйбышеве в «Зенит» временно успели переименовать «Крылья Советов» (а две команды городу с одним названием были не нужны).

## Достижения
Чемпионат Куйбышевской области по футболу
- чемпион (4): 1937, 1938, 1939, 1940

Чемпионат Самары по футболу
- чемпион: 1934 (осень)[13]

## Статистика выступлений
| Сезон | Лига | Лига          | Зона         | Место    | И  | В | Н | П  | Мячи  | Примечания           |
| ----- | ---- | ------------- | ------------ | -------- | -- | - | - | -- | ----- | -------------------- |
| 1947  | D2   | вторая группа | I зона РСФСР | 11 из 12 | 22 | 5 | 7 | 10 | 26—50 | участие в Кубке СССР |

## Известные футболисты
В список включены игроки клуба, значимые согласно ВП:ФУТ
- Атюшин, Михаил Дмитриевич
- Гаврилов, Игорь Григорьевич
- Крузе, Виктор Арсеньевич
- Мурзин, Виктор Михайлович[14]
- Поздняков, Николай Иванович
- Румянцев, Сергей Георгиевич

воспитанники клуба
- Корнилов, Владимир Трофимович
- Скорохов, Александр Степанович
- Суровцев, Валентин Петрович